# Rudná u Prahy (nádraží)
Rudná u Prahy je železniční stanice ve Středočeském kraji, konkrétně v okrese Praha-západ, asi 3 km od hranice Prahy. Nachází se ve městě Rudná v km 17,183 trati Praha – Rudná u Prahy – Beroun a v km 15,882 trati Rudná u Prahy – Hostivice.

## Historie
Stanice byla uvedena do provozu roku 1873 jako součást Pražsko-duchcovské dráhy. Mezi lety 2012/2013 byla spolu s celonástupišti ve výšce 550 mm nad temenem kolejnice.[ujasnit] Od té doby je stanice ovládána z provozní budovy stanice Beroun, tak i z CDP Praha.

## Provoz
Stanice je využívána jak osobními vlaky čísel 19xxx v trase Praha-Smíchov – Beroun, tak i vlaky čísel 258xx v trase Praha-Smíchov – Beroun (přes Hostivici). Od jízdního řádu 2017/2018 přes ni projíždí rychlíky linky R26, které dříve jezdily po trati Praha – Beroun (přes Řevnice). Ve stanici často stojí i nákladní vlaky společnosti SD – Kolejová doprava, která zde operuje.[zdroj?]